# Robert Stirling
Robert Stirling (Methven, 25 ottobre 1790 – Galston, 6 giugno 1878) è stato un inventore e pastore protestante scozzese, inventore del motore Stirling.

## Biografia
Robert Stirling nacque nella fattoria di Cloag, vicino Methven, Perthshire, in Scozia, il terzo di otto figli. Egli ereditò la passione di suo padre per l'ingegneria, ma studiò teologia e divenne un ministro della Chiesa di Scozia, seconda carica della Laigh Kirk di Kilmarnock, nel 1816.
Preoccupato dal pericolo che correvano i lavoratori delle miniere e delle fonderie, a causa delle macchine a vapore, che molto spesso esplodevano a causa della scarsa qualità delle caldaie di ferro disponibili al tempo, egli decise di migliorare  le macchine ad aria calda nella speranza di fornire un'alternativa più sicura. Egli inventò quella che chiamò heat economiser, un apparecchio per sfruttare l'efficienza termica di una varietà di processi, ottenendo nel 1816 un brevetto per esso e per un motore ad aria calda che incorporava tale dispositivo.
Il motore ad aria calda di Stirling non poteva esplodere perché funzionava ad una pressione inferiore e non potevano esserci pericolose emissioni di vapore. Nel 1818 costruì una versione per l'uso pratico usata per pompare acqua da una cava.
Nel 1819 Stirling sposò Jean Rankin, da cui ebbe sette figli, tra cui Patrick Stirling e James Stirling, entrambi ingegneri ferroviari.
A Kilmarnock, collaborò con un altro inventore, Thomas Morton, che fornì le attrezzature per le ricerche di  Stirling. Entrambi si interessavano di astronomia e dopo aver imparato da Morton come molare le lenti, Stirling inventò diversi strumenti ottici.
Robert, insieme al fratello James, ingegnere, registrò diversi altri brevetti per miglioramenti al motore Stirling di sua invenzione, e attorno al 1840 James ne costruì un grande esemplare, in scala commerciale, che forniva energia a tutti i macchinari della Dundee Foundry Company.
In una lettera del 1876, Robert Stirling riconobbe l'importanza della nuova invenzione di Henry Bessemer - il Convertitore Bessemer, per la produzione di acciaio di migliore qualità - che rese i motori a vapore più sicuri e minacciava di rendere obsoleti quelli ad aria. Comunque, egli espresse la speranza che il nuovo acciaio potesse migliorare anche le prestazioni dei motori ad aria.
Stirling morì a Galston.
Le basi teoriche del motore Stirling, (poi descritte dal Ciclo Stirling), non poterono essere completamente comprese sino alla pubblicazione del lavoro di Sadi Carnot. Carnot formulò (e pubblicò nel 1825) una teoria generale sui motori termici: il ciclo di Carnot, di cui il ciclo Stirling è una applicazione.